# Matthias Ebio
Matthias Ebio (Ducat de Holstein, 1591 - Husun, 1676) fou un professor de música alemany. Fou contrari a la reforma de l'escala musical i partidari de l'hexacord, com ho demostra la seva obra didàctica Isagoga musica, etc. (Hamburg, 1651). També es dedicà a la composició musical, sent d'Ebio uns motets que es publicaren amb el títol: Prodomus cantionum ecclesiasticarum (Hamburg, 1651).